# Мануель Антоніо Флорес Мальдонадо
Мануель Антоніо Флорес Мальдонадо Мартінес Анґуло-і-Бодквін (ісп. Manuel Antonio Flórez Maldonado Martínez Ángulo y Bodquín; 27 травня 1723 — 20 березня 1799) — іспанський адмірал і колоніальний чиновник, віце-король Нової Гранади від 1776 до 1781 року, віце-король Нової Іспанії від 1787 до 1789 року.

## Біографія
Мануель Антоніо Флорес служив у флоті, брав участь у боротьбі проти піратів як у Середземному морі, так і біля берегів іспанських володінь в Америці. За свої заслуги став лицарем військового Калатравського ордена. Від 1771 до 1775 року обіймав посаду коменданта морського департаменту Ферроль, головної морської бази, суднобудівного центру й арсеналу в північно-західній Іспанії.
1775 року Флорес був призначений на пост віце-короля Нової Гранади й 3 грудня відплив до Америки. Перебував на посаді впродовж доволі тривалого часу. Формально вийшов у відставку 1787 року за станом здоров'я, втім насправді його відставка була пов'язана з невдоволенням його діяльністю з боку іспанських та місцевих чиновників, зокрема з боку міністра Індій Хосе де Галвеса, а також архієпископа Боготи Антоніо Кабальєро-і-Ґонґорії.
1787 року Мануель Антоніо Флорес знов очолив колоніальну адміністрацію, отримавши пости віце-короля Нової Іспанії та президента Королівської авдієнісії Мехіко. В той період було створено три нових добровольчих батальйони. Щороку Флорес за наказом корони надсилав до Нью-Йорка 50 000 песо для місцевих іспанських підприємств.
За часів його керівництва Новою Іспанією було засновано Королівську ботанічну студію. 4 червня 1788 року від берегів Нової Іспанії стартувала експедиція на чолі з Естебаном Хосе Мартінесом, завданням якої було дослідження північного узбережжя Тихого океану, вона досягла Берингової протоки.
Смерть короля Карлоса III та пишні поховальні заходи боляче вдарили по королівській скарбниці, в тому числі значний тягар ліг на плечі Флореса, покровителем якого був покійний король.
Восени 1789 року Мануель Антоніо Флорес був відкликаний з Нової Іспанії за станом здоров'я. Після повернення на батьківщину він був нагороджений хрестом ордена Карлоса III й отримав звання почесного капітан-генерала королівського флоту.
Помер у Мадриді 20 березня 1799 року.